# Barges (Côte-d'Or)
Barges é uma comuna francesa na região administrativa da Borgonha-Franco-Condado, no departamento de Côte-d'Or. Estende-se por uma área de 3,85 km². Em 2010 a comuna tinha 647 habitantes (densidade: 168,1 hab./km²).